# Karlespitze
Karlespitze (italienska: Cima di Quaira) är en bergstopp på gränsen mellan Österrike och Italien. Den ligger i den västra delen av landet, 400 km väster om huvudstaden Wien. Toppen på Karlespitze är 3 462 meter över havet, eller 283 meter över den omgivande terrängen. Bredden vid basen är 2,2 km.
Terrängen runt Karlespitze är huvudsakligen bergig. Runt Karlespitze är det ganska glesbefolkat, med 38 invånare per kvadratkilometer.. Närmaste större samhälle är Zwieselstein, 18,8 km norr om Karlespitze. 
Trakten runt Karlespitze består i huvudsak av gräsmarker.